# Kamloops Blazers
Kamloops Blazers je kanadský juniorský klub ledního hokeje, který sídlí v Kamloopsu v provincii Britská Kolumbie. Od roku 1981 působí v juniorské soutěži Western Hockey League. Založen byl v roce 1981 po přestěhování týmu New Westminster Bruins do Kamloopsu. Své domácí zápasy odehrává v hale Sandman Centre s kapacitou 5 464 diváků. Klubové barvy jsou modrá, bílá a oranžová. Blazers v roce 1993 jako první pořádali charitativní Teddy bear toss.
Nejznámější hráči, kteří prošli týmem, byli např.: Michal Sup, Jarome Iginla, Shane Doan, Tyler Sloan, Devan Dubnyk, Jonas Johansson, Craig Berube, Kris Versteeg, Greg Hawgood, Jared Aulin, Keaton Ellerby, Doug Bodger, Dalibor Bortňák, Jan Ludvig nebo Erik Christensen.

## Historické názvy
Zdroj: 
- 1981 – Kamloops Junior Oilers
- 1984 – Kamloops Blazers

## Úspěchy
- Vítěz Memorial Cupu ( 3× )
  - 1992, 1994, 1995
- Vítěz WHL ( 6× )
  - 1983/84, 1985/86, 1989/90, 1991/92, 1993/94, 1994/95

## Přehled ligové účasti
Zdroj: 
- 1981–2001: Western Hockey League (Západní divize)
- 2001– : Western Hockey League (Britskokolumbijská divize)